# Пашкань (Гинчештський район)
Пашкань (рум. Pașcani) — село у Гинчештському районі Молдови. Адміністративний центр однойменної комуни, до складу якої також входить село Перень.

## Населення
За даними перепису населення 2004 року у селі проживали 1464 особи.
Національний склад населення села:
| Національність       | Кількість осіб | Відсоток   |
| -------------------- | -------------- | ---------- |
| молдавани румуни     | 1432 10        | 97,8% 0,7% |
| цигани               | 9              | 0,6%       |
| росіяни              | 6              | 0,4%       |
| українці             | 5              | 0,3%       |
| гагаузи              | 1              | 0,1%       |
| інша / без відповіді | 1              | 0,1%       |
| Всього               | 1464           | 100%       |